# Секс
Сексът (още сексуален акт, полов акт, коитус или сношение) е сексуално проникване между две живи същества – хора или животни. В по-широкото си значение думата означава не само съвкуплението (акт с проникване, копулация, при животните – съешаване), но и всякакъв интимен физически контакт с цел удовлетворяване на сексуалното желание. За повечето нехуманоидни животни сексуалният акт се извършва единствено с репродуктивна цел чрез инсеминация и последваща фертилизация. Все пак при делфините например е известно, че двойките се събират за сексуални взаимодействия дори когато женската е извън фертилен период на репродуктивния цикъл, както и има секс между партньори от един и същи пол. За разлика от тях, в повечето случаи хората правят секс за удоволствие.

## Видове секс
В зависимост от пола на партньорите сексуалният контакт може да бъде разнополов и еднополов.
Секс между повече от двама души се нарича групов секс (оргия).
Сексуален контакт с цел финансова или материална изгода, а не (само) от желание за сексуално удовлетворение, се нарича проституция.
Прякото, буквално и в някои случаи вулгарно възпроизвеждане на полов акт чрез литературни, изобразителни и аудио-визуални средства се нарича порнография, а по-изтънченото и естетическо представяне се нарича еротика. Границите между двете понятия обаче понякога са твърде размити.

## Сексуални действия
Действията, насочени към стимулиране на половите органи и целящи постигане на сексуално удовлетворение, се наричат сексуални действия. Те могат да бъдат:
- анално проникване
- аналингус
- вагинално проникване
- кунилингус
- мастурбация
- орален секс
- петинг
- псевдопроникване
- трибадизъм
- фелацио
- фингъринг
- фистинг
- фрот
- целувки

## Религия и секс
Религиозните виждания по отношение на сексуалния акт варират силно между отделните религии, между отделните секти или разклонения на една религия, както и между различните вярващи.
В християнството днес на секса се гледа балансирано – от една страна, той е Божие благословение спрямо човека (в Стария Завет Бог благославя сексуалните връзки: „Плодете се и множете се“), а от друга – следва да бъде практикуван единствено в рамките на осветения от Църквата брачен съюз.
В Римокатолическата църква сексът е позволен само ако се използва за възпроизвеждане, което означава, че в брака е разрешен само вагиналният секс. Според католическата църква сексът не е за удоволствие, а за възпроизвеждане. Заради тази причина контрацепцията е забранена за католиците.
В исляма сексът е позволен само в брака със съпруга. Например позволени са вагиналният и оралният секс. Аналният секс е забранен в исляма.

## Сексът в речта
- Разпространени синоними на секс в българския език, смятани за вулгаризми, са еба̀не, чукане и други. Евфемизми са любя се, правя любов, спя с и други.